# Tellux-Film
Tellux-Film GmbH (Eigenschreibweise: TELLUX) ist ein Unternehmen, aus dem die Tellux-Gruppe entstanden ist, die mit verschiedenen Unternehmen im Filmgeschäft tätig ist. Eigentümer sind zu 90 % die Bistümer der katholischen Kirche. Satzungsgemäß soll die Gruppe die Kirche in ihrem Verkündigungsauftrag unterstützen.

## Geschichte
Die „Tellux-Film GmbH“ wurde 1960 in Rottenburg am Neckar gegründet und im Handelsregister eingetragen. 1965 wurde der Unternehmenssitz nach München verlegt. 1994 wurde die „Tellux-Film GmbH“ in die Holding „Tellux Beteiligungsgesellschaft mbH“ umgewandelt, deren Mehrheitsgesellschafter katholische Bistümer sind. Ca. „90 Prozent der Anteile gehören zehn verschiedenen Bistümern und Erzdiözesen der katholischen Kirche. Die restlichen zehn Prozent hält Erich Fürst von Waldburg zu Zeil und Trauchburg“. Das Bistum Rottenburg-Stuttgart hält fast ein Drittel der Anteil, ein Fünftel liegt in der Hand der Erzdiözese München.
Geschäftsführer ist Martin Choroba, Aufsichtsratsvorsitzender ist Gerhard Fuchs. Eine zugehörige Beteiligungsgesellschaft besitzt Anteile an Rundfunksendern.
Insgesamt beschäftigt die Tellux-Gruppe ca. 100 festangestellte Mitarbeiter.
Für gemeinsame Produktionen der katholischen und evangelischen Kirche wurde die ökumenische Produktionsgesellschaft – cross media – gegründet.

## Tätigkeiten und Ziel
Gemäß der Satzung will die Gesellschaft die katholische Kirche „in ihrem Öffentlichkeitsauftrag, insbesondere bei ihrem Verkündungsauftrag und der Vermittlung verbindlicher Werte und Normen in den Medien“ unterstützen.
Über die Allgemeine Gemeinnützige Programmgesellschaft mbH, an der Tellux knapp unter 50 % hält, ist sie Miteigentümerin der Seite katholisch.de, die sich als das „Nachrichtenportal der katholischen Kirche in Deutschland“ bezeichnet. Über ihre Beteiligungsgesellschaft Astratel hält Tellux außerdem Anteil an Bibel TV.

## Filmpreise
Verschiedene Produktionen der Tellux wurden mit Film- und Fernsehpreisen bedacht. Namhafte Kino- und Fernsehfilme sowie Serienproduktionen der vergangenen Jahre sind unter anderem „Theodor Heuss“, „In der Fremde“, „Der Aufstand“, „Das Autogramm“, „Das Spinnennetz“, „Irgendwie und Sowieso“, „Nonni und Manni“, „Löwengrube“, „Schwarz greift ein“, „Mario und der Zauberer“, „2000 Jahre Christentum“, „Flucht über den Himalaya – Tibets Kinder auf dem Weg ins Exil“, „Der neunte Tag“, „Baching“ sowie mehrere Folgen der Reihe „Tatort“.
Die Tellux Beteiligungsgesellschaft mbH verleiht im Rahmen des Filmfestes München selbst den mit 10.000 Euro dotierten Fritz-Gerlich-Filmpreis – den in Erinnerung an Fritz Gerlich gestifteten einzigen katholischen Filmpreis in Deutschland – für zeitgenössische Spiel- oder Dokumentarfilme, die in couragierter Weise ein öffentlich diskutiertes Thema aufgreifen, das sich mit Widerstand gegen Intoleranz und Diktatur, Machtmissbrauch, Verfolgung und Erniedrigung befasst.

## Holdinggesellschaften und Beteiligungen
Die Tellux-Holding ist unter anderem an folgenden Gesellschaften mit Mehrheits- oder Minderheitsanteilen beteiligt:
- ABC Studio audiovisuelle Produktionsgesellschaft mbH, Wiesbaden (100 %)[6]
- Alpha Entertainment Film- und Fernsehproduktion GmbH, Köln (50 %)[6]
- APG – Allgemeine Gemeinnützige Programmgesellschaft mbH, Sitz Köln, (100 %)[6]
- Astratel Radio- und Television-Beteiligungs-GmbH, Stuttgart und Leipzig, (100 %)[6]
- Cross Media GmbH, Halle (gemeinsam mit der Eikon gGmbH), (50 %)[6]
- ifage Filmproduktion GmbH, Wiesbaden, (100 %)[6]
- it Media Medienproduktion, Stuttgart, (100 %)[6]
- Katholisches Filmwerk (KFW), Frankfurt, (49 %)[6]
- Mediopolis Film- und Fernsehproduktion GmbH, Sitz Berlin
- Mideu Films, Halle (Saale), (40 %)[6]
- Moviepool GmbH, Sitz München, (100 %)[6]
- Provobis Gesellschaft für Film und Fernsehen mbH, Berlin, (100 %)[6]
- Tellux-Film München, NL Wien
- Tellux-Film Dresden, (100 %)[6]
- Tellux Next GmbH, Sitz München, (100 %)[6]
- Tellux-Musikverlag GmbH, Sitz Berlin, (100 %)[6]